# Сумірність (математика)
У математиці два ненульові дійсні числа a та b називаються сумірними, якщо їх відношення — раціональне число; інакше a та b називаються несумірними. (Нагадаємо, що раціональне число — це число, яке дорівнює відношенню двох цілих чисел.) У теорії груп існує загальніше поняття сумірності.
Наприклад, числа 3 і 2 — сумірні, оскільки їх відношення, 3/2, — раціональне число. Числа {\displaystyle {\sqrt {3}}} і {\displaystyle 2{\sqrt {3}}} також сумірні, оскільки їх відношення, {\textstyle {\frac {\sqrt {3}}{2{\sqrt {3}}}}={\frac {1}{2}}}, — раціональне число. Однак числа {\textstyle {\sqrt {3}}} та 2 — несумірні, оскільки їх відношення, {\textstyle {\frac {\sqrt {3}}{2}}}, — ірраціональне число.
У загальнішому сенсі, з визначення безпосередньо випливає, що якщо a та b — будь-які два ненульові раціональні числа, то a та b — сумірні; також безпосередньо випливає, що якщо a — будь-яке ірраціональне число, а b — будь-яке ненульове раціональне число, то a та b — несумірні. З іншого боку, якщо обидва a та b — ірраціональні числа, то a та b можуть бути або не бути сумірними.

## Історія концепції
Піфагорійцям приписують доведення існування ірраціональних чисел. Коли відношення довжин двох відрізків є ірраціональним, самі відрізки (а не лише їх довжини) також називають несумірними.
Окрему, загальнішу та обхідну давньогрецьку доктрину пропорційності геометричної величини розроблено в V книзі «Начал» Евкліда, щоб дозволити доведення, які включають несумірні довжини, в такий спосіб уникаючи аргументів, які застосовувалися лише до історично обмеженого визначення числа.
Поняття Евкліда про сумірність мимохідь згадується в дискусії між Сократом і хлопчиком-рабом у діалозі Платона під назвою «Менон», у якому Сократ використовує власні здібності хлопчика для розв'язання складної геометричної задачі за допомогою сократівського методу. Він розробляє доведення, по суті, дуже евклідівське за своєю природою та говорить про концепцію несумірності.
Використання терміну походить переважно з перекладів «Начал» Евкліда, в яких два відрізки a та b називаються точно сумірними, якщо існує деякий третій відрізок c, який можна скласти цілу кількість разів, щоб отримати відрізок, конгруентний a, а також, з іншою цілою кількістю, відрізок, конгруентний b. Евклід не використовував поняття дійсного числа, але він використовував поняття конгруентності відрізків, а також поняття того, що один із відрізків довший або коротший за інший.
Відношення a/b — раціональне, що є необхідною і достатньою умовою існування деякого дійсного числа c та цілих чисел m і n, таких що
a = mc та b = nc.
Припускаючи для спрощення, що a та b додатні, можна сказати, що лінійку, розмічену в одиницях довжини c, можна використовувати для вимірювання як відрізка довжини a, так і відрізка довжини b. Тобто, існує спільна одиниця довжини, якою можна виміряти як a, так і b; таке походження цього терміна. В іншому випадку числа a та b є несумірними.

## У теорії груп
У теорії груп дві підгрупи Γ1 та Γ2 групи G називаються сумірними, якщо перетин Γ1 ∩ Γ2 має скінченний індекс як у Γ1, так і в Γ2.
Приклад: Нехай a і b — ненульові дійсні числа. Тоді підгрупа дійсних чисел R, породжена a, сумірна з підгрупою, породженою b, тоді й лише тоді, коли дійсні числа a і b є сумірними, у тому сенсі, що a/b — раціональне. Отже, теоретико-групове поняття сумірності узагальнює це поняття для дійсних чисел.
Існує подібне поняття для двох груп, не заданих як підгрупи однієї й тієї ж групи. Дві групи G1 та G2 є (абстрактно) сумірними, якщо існують підгрупи H1 ⊂ G1 та H2 ⊂ G2 скінченного індексу такі, що H1 ізоморфна H2.

## У топології
Два ланцюгово-зв'язні топологічні простори іноді називають сумірними, якщо вони мають гомеоморфні скінченнолистні накривальні простори. Залежно від типу простору, у визначенні, замість гомеоморфізмів, можна використовувати гомотопічні еквівалентності або дифеоморфізми. Якщо два простори сумірні, то їхні фундаментальні групи також сумірні.
Приклад: будь-які дві замкнені поверхні роду принаймні 2 сумірні одна з одною.